# Kosmos 46
Kosmos 46 – radziecki satelita rozpoznawczy; statek typu Zenit-2 (należący do programu Zenit), którego konstrukcja została oparta na załogowych kapsułach Wostok. Misja udana. Kapsuła z negatywami opadła na terytorium ZSRR po 8 dniach.